# Éric Giacometti
Pour les articles homonymes, voir Giacometti.
Éric Giacometti est un écrivain de thrillers français et scénariste de bande dessinées. Il a été journaliste dans la presse grand public jusqu'en 2012, en particulier au Parisien. Il est le co-auteur, avec Jacques Ravenne de la série à succès du commissaire Antoine Marcas (JC Lattès, Pocket, Fleuve noir, France Loisirs) vendue à plus de deux millions et demi d'exemplaires en France et traduite dans dix-sept pays et de la série historique à succès du Soleil noir.
Scénariste de Largo Winch de 2015 à 2024.
Il a scénarisé avec la lanceuse d'alerte Irène Frachon la bande dessinée d'investigation Mediator : Un crime chimiquement pur, en janvier 2023.
Il est membre historique de la Ligue de l'imaginaire, collectif d'écrivains de thrillers et d'ouvrages de fiction, et il a enseigné au Centre de formation et de perfectionnement des journalistes (CFPJ).

## Carrière de journaliste de presse écrite
Éric Giacometti a été chef de service au Parisien-Aujourd'hui en France dans les rubriques société puis économie/finances jusqu'à la fin 2012. Auparavant, toujours dans le même quotidien, il a été  spécialisé dans l'investigation dans les milieux médicaux et pharmaceutiques (1997 à 2002), il a enquêté sur des affaires de santé publique, sang contaminé, hormones de croissance, Isoméride, vaccin contre l'hépatite B. Éric Giacometti a été auditionné, en 2011, par  les missions parlementaires de l'Assemblée nationale et du Sénat sur le Mediator, le 24 février 2011, pour son rôle joué en tant que lanceur d'alerte dans l'affaire de l'Isoméride et ses articles parus dans le Parisien/Aujourd’hui en France, entre 1999 et 2006.
Au cours de sa carrière, il a travaillé sur les spoliations sous l'Occupation et a publié les archives inédites du ministère des Finances (Le Point) et le rôle de la Sacem sous l'Occupation (Le Parisien). Il a également enquêté sur les dérives de la franc-maçonnerie, dans les affaires sur la Côte d'Azur. À la rubrique économie du Parisien, il a enquêté sur plusieurs affaires : Eurotunnel, Veolia, l'affaire des timbres de Monaco et Gérard Lheritier. En septembre 2015, il a fait partie des trente personnalités signataires de la pétition d'Irène Frachon contre le comportement des laboratoires Servier dans le scandale du Mediator.

## Écrivain

### Romancier à succès
Parallèlement, il prolonge son métier de journaliste en écrivant vingt-et-un ouvrages, thrillers ou essais. Pannes de cœur (Fleuve noir, 2004) est son premier roman policier, tiré d'une enquête au Parisien sur un scandale de pacemakers mortels.
Avec Jacques Ravenne, écrivain et franc-maçon, il lance en 2005 la série des aventures d'Antoine Marcas, commissaire de police et franc-maçon. La série est publiée dans les dix-sept pays suivants : Allemagne, Espagne, Italie, Japon, Brésil, Pays-Bas, Belgique, Portugal, Canada, Russie, République tchèque, Danemark, Suède, Slovénie, Turquie et Pologne,. Il poursuit sa collaboration avec Jacques Ravenne avec la série de thrillers historico-ésotériques du Soleil noir qui se déroule pendant la seconde guerre mondiale, avec pour héros Tristan Marcas, ancêtre du commissaire du même nom.
Il a participé trois années de suite aux recueils de nouvelles 13 à table, chez Pocket, au bénéfice des Restos du coeur.
il a écrit un polar à thèmes avec Karim Nedjari, ex-directeur adjoint des sports de Canal +, Tu ne marcheras jamais seul (Michel Lafon, 2009) plongeant le lecteur dans le milieu du football français, puis en 2009, il signe la nouvelle Délocalisation, publiée dans l'ouvrage collectif L'Empreinte sanglante (Fleuve noir) avec les maîtres du thriller, Franck Thilliez, Maxime Chattam, etc.
La même année, capitalisant sur son expertise acquise dans l'écriture de Antoine Marcas, il publie avec Jacques Ravenne 
Le Symbole retrouvé : Dan Brown et le mystère maçonnique  un livre d'essai autour de la franc-maçonnerie au travers d'un décryptage consacré au roman de Dan Brown, Le Symbole perdu.

### Scénariste de bandes dessinées
Il se lance en tant que co-scénariste de l'adaptation en bande dessinée des aventures de Antoine Marcas, pour les éditions Delcourt. Giacometti et Ravenne transposent les romans déjà parus. Les deux premiers tomes (sortis en 2012 et 2013) forment ainsi un diptyque adaptant le premier roman sorti en 2005, Le Rituel de l'ombre. Les dessins sont réalisés par Gabriele Parma. Puis les tomes 3 à 5, sortis entre 2015 et 2016, adaptent le troisième roman, Frère de sang. Les dessins sont cette fois confiés à Eric Albert.
En juillet 2015 il est officiellement annoncé comme le nouveau scénariste de la série de bande dessinée Largo Winch, remplaçant le créateur Jean Van Hamme. Il a été choisi par le dessinateur Philippe Francq, pour donner un nouveau souffle au héros et le remettre dans l'actualité. Il a réalisé les tomes 21 à 24 de la série.
En janvier 2023 il publie avec Irène Frachon et le dessinateur François Duprat la première bande dessinée d'enquête sur le scandale du Médiator.
Scénariste de documentaire télévisé il co-écrit, avec Ravenne, une enquête de 52 minutes, pour la télévision (France 5 et la RTBF), en 2016, sur l'affaire des archives maçonniques françaises et belges volées par les nazis pendant la Seconde Guerre mondiale. Le documentaire est réalisé par Jean-Pierre Devillers.

## Publications
- Les Éveillées, Paris, Jean-Claude Lattés, 7 mai 2025, 300 pages, EAN : 9782709674263

### SérieAntoine Marcas
1. In nomine, Paris, Fleuve noir, coll. « Thriller » (no 14350), 8 avril 2010, 127 p. (ISBN 978-2-266-19830-1, BNF 42172713) Cet ouvrage est une préquelle à la série, puisque son action se déroule sept ans avant Le Rituel de l'ombre, avant qu'Antoine Marcas ne devienne commissaire de police et franc-maçon.
2. Le Rituel de l'ombre, Paris, Fleuve noir, coll. « Noirs », 12 mai 2005, 384 p. (ISBN 978-2-265-08072-0, BNF 39977355)
3. Conjuration Casanova, Paris, Fleuve noir, 11 mai 2006, 445 p. (ISBN 978-2-265-08328-8, BNF 40161622)
4. Le Frère de sang, Paris, Fleuve noir, 14 juin 2007, 499 p. (ISBN 978-2-265-08540-4, BNF 41057293)
5. La Croix des assassins, Paris, Fleuve noir, 5 juin 2008, 541 p. (ISBN 978-2-265-08602-9, BNF 41281220)
6. Apocalypse, Paris, Fleuve noir, 11 juin 2009, 399 p. (ISBN 978-2-265-08735-4, BNF 42007308)
7. Lux Tenebrae, Paris, Fleuve noir, 10 juin 2010, 411 p. (ISBN 978-2-265-08851-1, BNF 42211807)
8. Le Septième Templier, Paris, Fleuve noir, coll. « Thriller », 9 juin 2011, 564 p. (ISBN 978-2-265-08852-8, BNF 42444419)
9. Le Temple noir, Paris, Fleuve noir, coll. « Thriller », 14 juin 2012, 658 p. (ISBN 978-2-265-09369-0)
10. Le Règne des Illuminati, Paris, Fleuve noir, coll. « Thriller », 12 juin 2014, 552 p. (ISBN 978-2-265-09370-6)
11. L'Empire du Graal, Paris, Jean-Claude Lattès, coll. « Thriller », 18 mai 2016, 584 p. (ISBN 978-2-7096-5606-1)
12. Conspiration, Paris, Jean-Claude Lattès, coll. « Thriller », mai 2017, 523 p. (ISBN 978-2-7096-5607-8)
13. Marcas, Paris, Jean-Claude Lattès, coll. « Thriller », 2021, 430 p. (ISBN 978-2-7096-6332-8)
14. Le Royaume perdu, Paris, Jean-Claude Lattès, coll. « Thriller », 2022, 436 p. (ISBN 978-2-7096-6333-5)
15. La Clef et la Croix, Paris, Jean-Claude Lattès, coll. « Thriller », 2024, 440 p. (ISBN 978-2-7096-7265-8)

### SérieLe Cycle du Soleil Noir
1. Le Triomphe des ténèbres, Paris, Jean-Claude Lattès, coll. « Thriller », 4 avril 2018, 480 p. (ISBN 978-2-7096-5608-5, BNF 2709656086)
2. La Nuit du mal, Paris, Lattès, coll. « Thriller », 2019, 480 p.
3. La Relique du chaos, Paris, Lattès, coll. « Thriller », 2020, 450 p.
4. Résurrection, Paris, Lattès, coll. « Thriller », 2021, 450 p. (ISBN 978-2-7096-6691-6)
5. 669, Paris, Lattès, coll. « Thriller », 2022, 432 p. (ISBN 978-2-7096-6692-3)
6. Le Graal du diable, Paris, Lattès, coll. « Thriller », 2023, 480 p. (ISBN 978-2-7096-6693-0)
7. Le Livre des merveilles, Paris, Lattès, coll. « Thriller », 2024, 432 p. (ISBN 978-2-7096-7055-5)

### Bandes dessinées
- Antoine Marcas, Tome 1 Le Rituel de l'ombre 1/2, Delcourt, septembre 2012
Scénario : Éric Giacometti - Dessin : Gabriele Parma
- Antoine Marcas, Tome 2 Le Rituel de l'ombre 2/2, Delcourt, juin 2013
Scénario : Éric Giacometti - Dessin : Gabriele Parma
- Antoine Marcas, Tome 3 Le Frère de sang 1/3, Delcourt, juin 2015
Scénario : Éric Giacometti - Dessin : Éric Albert
- Antoine Marcas, Tome 4 Le Frère de sang 2/3, Delcourt, janvier 2016
Scénario : Éric Giacometti - Dessin : Éric Albert
- Antoine Marcas, Tome 5 Le Frère de sang 3/3, Delcourt, novembre 2016
Scénario : Éric Giacometti - Dessin : Éric Albert
- Largo Winch, tome 21 L'Étoile du matin, Dupuis, Grand Public, 6 octobre 2017
Scénario : Éric Giacometti - Dessin : Philippe Francq - (ISBN 978-2-8001-6861-6)
- Largo Winch, tome 22 Les Voiles écarlates, Dupuis, Grand Public, 15 novembre 2019
Scénario : Éric Giacometti - Dessin : Philippe Francq - (ISBN 979-10-347-3103-9)
- Largo Winch, tome 23 La Frontière de la nuit, Dupuis, Grand Public, 5 novembre 2021
Scénario : Éric Giacometti - Dessin : Philippe Francq - (ISBN 979-10-347-4295-0)
- Largo Winch, tome 24 Le Centile d’or, Dupuis, Grand Public, 17 novembre 2023
Scénario : Éric Giacometti - Dessin : Philippe Francq - Couleurs : Bertrand Denoulet et Philippe Francq - (ISBN 979-1034742950)

### Autres publications
- André Bercoff et Éric Giacometti, Raffarinades : apprenez à parler le Jean-Pierre !, Michel Lafon, 12 juin 2003, 137 p. (ISBN 978-2-84098-972-1, BNF 39030482)
- Éric Giacometti et Henri Vernet, Bonne Année, mes chers compatriotes, Paris, Jean-Claude Lattès, 2006, 247 p. (ISBN 978-2-7096-2851-8, BNF 40943199)
- Le Symbole retrouvé : Dan Brown et le Mystère maçonnique, Paris, Fleuve noir, 26 novembre 2009, 277 p. (ISBN 978-2-265-08938-9, BNF 42109030).
- 16 000 têtes in La Nouvelle du lendemain, anthologie numérique organisée pendant le confinement par la Ligue de l’Imaginaire, le festival Lisle noir et Cultura (2020)[23]
- La malédiction du Presbytre in Le Pire des Noëls, éditions Le livre de poche (2024)